# Kostel Vykupitele (Jaffa)
Kostel Krista Vykupitele (hebrejsky כְּנֵסִיַּת עִמָּנוּאֵל;‎, Knessijjat ʿImmanū’el, anglicky Immanuel Church) je protestantský, od roku 1954 také luteránský kostel v Tel Avivu–Jaffě, v Izraeli. Sídlí v ulici Rechov Beer-Hofmann 15, ve čtvrti Americko-německé kolonie.

## Historie

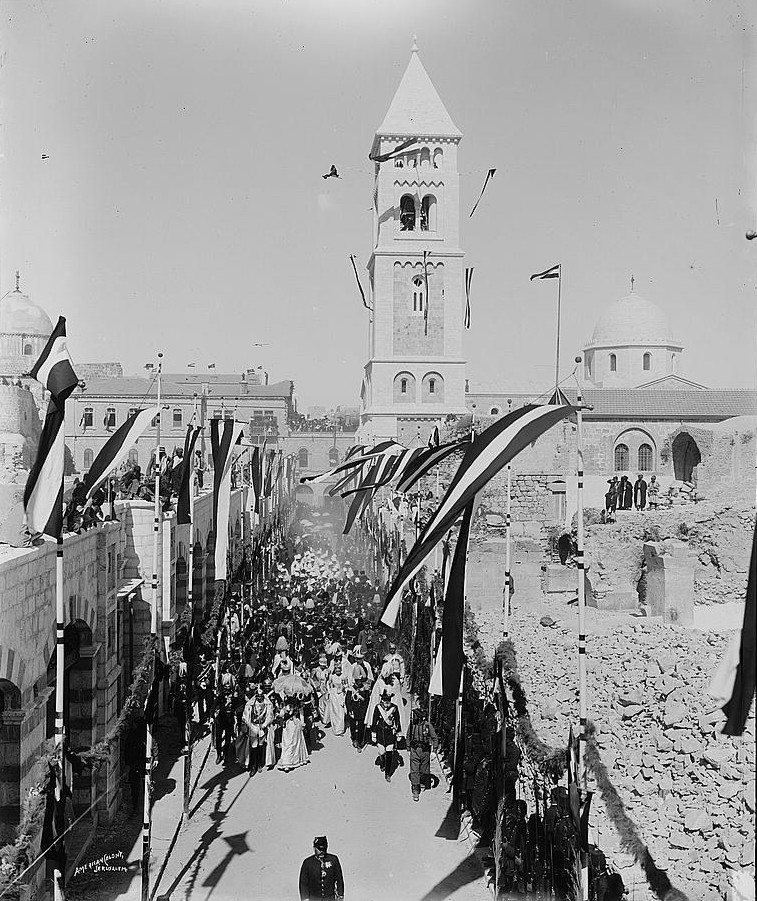
Pruský císař Vilém II. s manželkou při slavnostním položení základního kamene stavby chrámu (1898)

22. září roku 1866 dva kolonisté z amerického státu Maine, George Adams a Abraham McKenzie, dorazili do Jaffy a založili tam Americkou kolonii. Postavili si dřevěné domy postavili z prefabrikovaných dílů, které si přivezli s sebou. Mnoho osadníků se tehdy nakazilo cholerou, asi třetina z nich zemřela a většina se vrátila do Ameriky. 
V roce 1869 je nahradili noví osadníci, přišlí z Württemberského království pod vedením Georga Davida Hardegga (1812–1879) a Christopha Hoffmanna (1815-1885), členů Chrámové společnosti, takzvaní templeři.

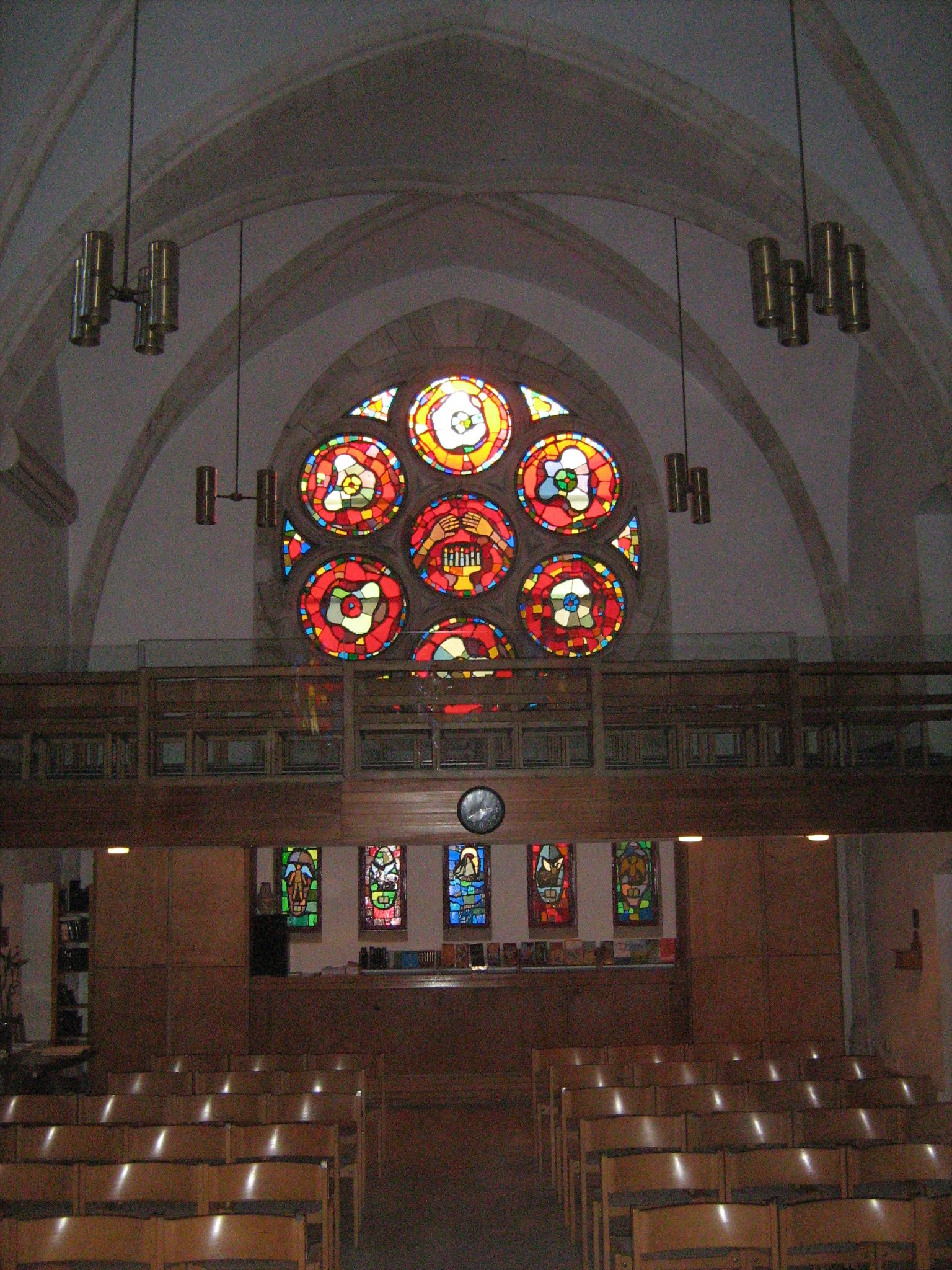
Interiér

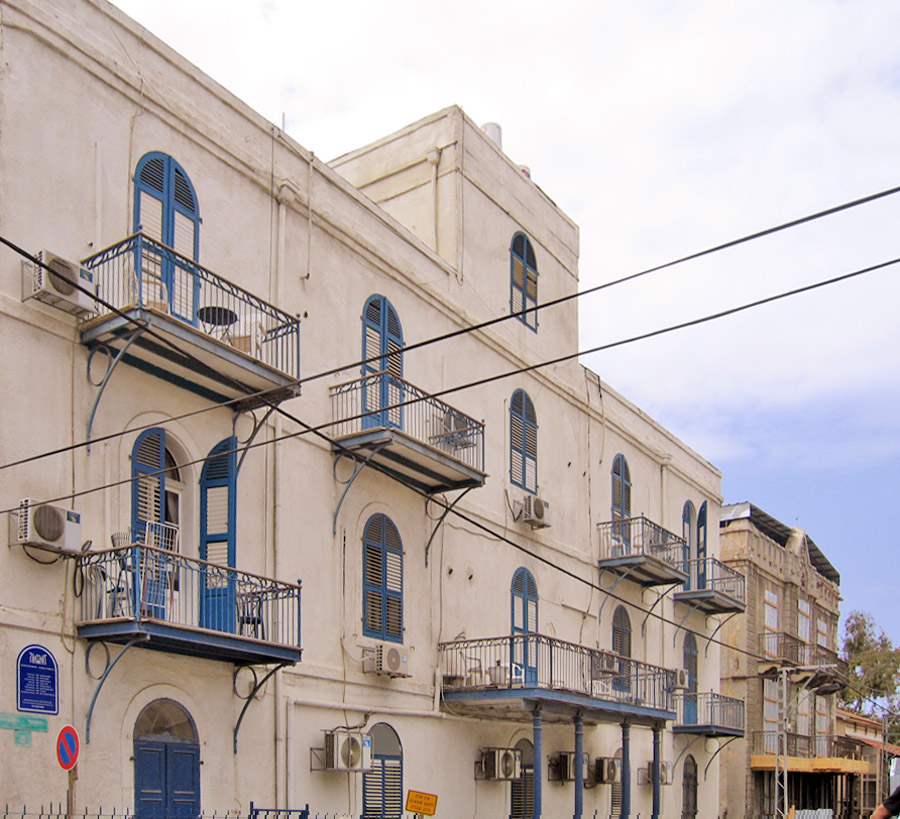
Hôtel du Parc, nyní Beith Immanuel

V červnu 1874 Hardegg s třetinou templerů po zásadních sporech s Christophem Hoffmannem vystoupili z Chrámové společnosti a roku 1878 založili Chrámový spolek (Tempelverein). Pro templery bylo typické podnikání v oboru hotelových a cestovních služeb, k jejich prvním stavbám patřil dochovaný Hôtel du Parc.
Na základní kámen stavby přijel symbolicky poklepat pruský císař Vilém II. s manželkou, císařovnou Augustou Viktorií, kteří odtud odcestovali do Jeruzaléma na posvěcení chrámu téhož patrocinia.
Kostel byl postaven v letech 1898-1904 ve prospěch německé evangelické komunity, sloužil také protestantským církvím britských a amerických kolonistů až do svého zániku na začátku druhé světové války v roce 1940. 
Vzhledem k porážce fašistického Německa v druhé světové válce dlouho nebyl zájem jaffský kostel obnovit. Stalo se tak až v roce 1955, ale Světová luterská federace pověřila kontrolou nad jeho správou norské ministerstvo církví. Nyní kostel užívají různé protestantské denominace, včetně mesiášského hnutí (které sídlí ve zrušené konstruktivistické budově kina Alhambra).

## Popis
Kostel je novogotická trojlodní bazilika na půdorysu latinského kříže, s věží v západním průčelí a s pětibokým závěrem. Vnitřní zařízení je jednoduché, výrazné jsou jen okenní vitráže.